# VC Olympia Innsbruck
Der VC Olympia Innsbruck ist ein österreichischer Volleyballverein aus Innsbruck in Tirol. Der Verein wurde 1962 als Sektion Pradl/Volleyball des Eisenbahnersportverein (ESV) Innsbruck gegründet. Als ESV Pradl Innsbruck holte die Sektion von 1969 bis 1971 bei den Männern den österreichischen Volleyballtitel. 1975 erfolgte die Namensänderung in VC Innsbruck, 1980 in VC Olympia Innsbruck. Der Verein ist Mitglied des Tiroler Volleyball-Verbandes, der Verein spielt heute in der Tiroler Landesliga. Die Vereinsfarben sind schwarz und blau.

## Geschichte
Innerhalb der Sektion Volleyball des Eisenbahnersportverein (ESV) Innsbruck wurde 1962 eine zweite Sektion namens Pradl/Volleyball gegründet. Bereits im Gründungsjahr wurden die Frauen Tiroler Meister, 1965 die wurde die Herrenabteilung Tiroler Meister. Bis zur Gründung der Herrennationalliga 1971/72 und der Frauenregionalliga 1973/74 wurden die Herren insgesamt sechsmal Tiroler Meister, die Frauen feierten elf Tiroler Meistertiteln. Nach zahlreichen zweiten Plätzen des Herren- und Frauenteams, holte die Herrensektion als ESV Pradl Innsbruck von 1969 bis 1971 den österreichischen Volleyballtitel. Die Sektion beschloss 1975 eine Namensänderung in VC Innsbruck um sich vom ESV Innsbruck loszulösen, 1980 erfolgte die Änderung auf VC Olympia Innsbruck. Der Verein spielte bis zum Jahr 1999 in der Österreichischen Bundesliga der Frauen und der Herren. Durch diversen Sponsorabsagen war der Verein gezwungen in der Tiroler Landesliga zu spielen. Der Verein konzentriert sich auf die Nachwuchsarbeit und konnte zahlreiche Tiroler Meistertiteln feiern.

## Erfolge
- 3 × Österreichischer Meister (Herren): 1969, 1970, 1971